# Lucio Valerio Potito (magister equitum)
Lucio Valerio Potito (en latín, Lucius Valerius Potitus), probablemente un hermano del consular Cayo Valerio Potito, fue magister equitum en el año 330 a. C., del dictador Cneo Quincio Capitolino.